# Commiphora oblongifolia
Commiphora oblongifolia är en tvåhjärtbladig växtart som beskrevs av Jan Bevington Gillett. Commiphora oblongifolia ingår i släktet Commiphora och familjen Burseraceae. Inga underarter finns listade i Catalogue of Life.